# Caunes-Minervois

Caunes-Minervois este o comună în departamentul Aude din sudul Franței. În 1 ianuarie 2022 avea o populație de 1.571 de locuitori.